# Bondemölla
Bondemölla är en by i Hörby kommun. 
Bondemölla är också namnet på en gammal mölla (bondes mölla) som ligger nära infarten till Ludvigsborg, även det i Hörby kommun. Möllan är nerlagd och i dammarna finns i dag en sportfiskeanläggning.